# Мурофобија
Мурофобија, мусофобија или сурифобија је страх од мишева и пацова. Фобија, као неразуман и несразмеран страх, разликује се од разумне забринутости због мишева и пацова који загађују храну, што може бити потенцијално универзално за сва времена, места и културе, у којима складиштене житарице привлаче глодаре, који их конзумирају или загађују. Реч мурофобија настала је од назива за породицу мишева и пацова Muridae, реч мусофобија настала је од грчке речи μῦς која значи "миш", а сурифобија од француске речи за миша souris.
У многим случајевима, фобичан страх од мишева је друштвено индукован условљеним одговором, у комбинацији са нечекиваним стимулансом честог код многих животиња, укључујући и људе, а није стварни поремећај. Истовремено, као што је случај са специфичним фобијама, повремени страх може довести до ненормалне анксиозности која захтева лечење.
Страх од мишева може се третирати било којим стандардним третманом за специфичне фобије. Стандардни третман за фобије од животиња је систематска десензитизација, и то се може провести у амбуланти (in vivo) или кроз хипнозу (in vitro). Неки клиничари користе комбинацију in vivo и in vitro десензитизације током лечења. Такође је корисно охрабрити пацијенте да доживе неке позитивне асоцијације са мишевима: стога, стимуланс страха се комбинује са позитивним стварима.